# Benjamin Stokke
 Benjamin Stokke (født 20. august 1990) er en norsk fodboldspiller, der spiller for Vålerenga Fotball (2020). 
Han spillede som angriber for Randers FC.